# 普雄齿蟾
普雄齿蟾（学名：Oreolalax puxiongensis），一种于中华人民共和国四川省越西县普雄镇地区发现的两栖动物，隶属于角蟾科齿蟾属。其种加词“puxiongensis”意为“普雄镇的”。

## 形态特征
成年雄蟾体长41～45毫米，雌蟾体长43～50毫米。背面皮肤粗糙，暗灰棕色，刺棱或刺疣均为黑色；腹面有圆形刺疣，灰黄色。卵径3毫米左右，动物极紫灰色，植物极白色。第33–36期蝌蚪全长51毫米，头体长19毫米左右，尾长为头体长的163%；体背面褐色，尾基部有一浅黄色“U”形斑。

## 保护
本种于2023年被收录入《有重要生态、科学、社会价值的陆生野生动物名录》。